# Astra 1D
Astra 1D – satelita telekomunikacyjny należący do SES ASTRA – operatora satelitów Astra. Wyniesiono go na orbitę 1 listopada 1994 z kosmodromu Kourou. Znajduje się na orbicie geostacjonarnej (nad równikiem). Pracował na wielu na pozycjach, głównie długości geograficznej wschodniej. Pierwotnie stacjonował na pozycji 19,2°E, a następnie m.in. na 28,2°E oraz na 23,5°E, gdzie został zastąpiony przez Astrę 1E.
Pozycje orbitalne:
- 19,2°E (listopad 1994 – luty 1998)
- 28,2°E (marzec 1998 – październik 1998)
- 19,2°E (listopad 1998 – listopad 1999)
- 28,2°E (grudzień 1999 – styczeń 2001)
- 24,2°E (luty 2001 – listopad 2003)
- 23°E (listopad 2003 – wrzesień 2004)
- 23,5°E (wrzesień 2004 – październik 2007)
- 31,5°E (grudzień 2007 – czerwiec 2010)
- 1,8°E (lipiec 2010 – 2012)
- 40,5°W (marzec 2012 – 2012)
- 23,5°E (sierpień 2012)

Zadebiutował w 1994 roku na 19,2 stopniu długości geograficznej wschodniej. W lutym 2001 po przesunięciu z 28,2°E rozpoczął nadawanie programów testowych z 24,2°E.
W czerwcu 2010 roku został przesunięty z pozycji 31,5°E na zachód. Po zakończeniu transferu na pozycję 1,8°E (obok Astry 1C na 2°E) w lipcu 2020 roku, od września satelita ten wykorzystywany był tylko do przekazów typu OU/SNG. Indywidualny odbiór z tego satelity był znacznie utrudniony, gdyż jego inklinacja dochodziła już do 3°. Satelita ten nie był już stabilny i jest u kresu swej pracy na orbicie.
W początku marca 2012 roku satelita został przeniesiony na pozycję 40,5°W, wykorzystywaną przez SES do obsługi Ameryki Łacińskiej; inklinacja o około 4 stopnie wykluczała go z użytku domowego. Już w sierpniu tego samego roku odnotowano nieoczekiwany powrót do emisji z tego satelity na pozycji 23,5°E, gdzie nadawano z niego m.in. kanały dla platform Skylink i CS Link (konsekwentnie rosnąca inklinacja ok. 4,3° wykluczała transmisję do gospodarstw domowych).